# Экзистенциальная физика: путеводитель для учёных по самым важным вопросам жизни
Экзистенциальная физика: путеводитель для учёных по самым важным вопросам жизни (англ. Existential Physics: A Scientist's Guide to Life's Biggest Questions) — научно-популярная книга физика-теоретика Сабины Хоссенфельдер, опубликованная издательством Viking Press 9 августа 2022 года. Она фокусируется на обсуждении различных экзистенциальных и этических вопросов, связанных с научными темами, и объяснении их связи с текущими научными исследованиями или опровержении их актуальности или возможности когда-либо быть объяснёнными наукой. Эти вопросы разделены на отдельные главы, а также в книге содержатся интервью с различными учёными.

## Содержание
Каждая глава книги затрагивает отдельную научную или «околонаучную» тему, переходя от философских научных тем, включая предсказуемость, смысл жизни и существование свободы воли к тем, на которые Хоссенфельдер считает невозможным ответ с помощью науки, таких как существование Бога, мультивселенной и «вера в то, что субатомные частицы обладают сознанием». Главы перемежаются четырьмя интервью с учёными в различных областях физики, которые предлагают свой собственный взгляд и «стереотипы эксцентричности» на предмет.
Книга начинается с предисловия, которое содержит предупреждение о психическом здоровье из-за того, что содержание бросает вызов личным убеждениям читателей, при этом Хоссенфельдер называет себя «язычницей-агностиком». Это уведомление также включает заявления о том, что некоторые духовные убеждения соответствуют нашему нынешнему пониманию физики и на них не влияют такие исследования, а некоторые из них фактически поддерживают наши коллективные знания по этому вопросу. Во второй главе обсуждается, как возникла Вселенная и к какому придёт концу, что служит общим анализом истории космологии. В третьей главе рассматривается второй закон термодинамики, о времени и энтропии, объясняющий, почему мы стареем, а не молодеем. Несколько глав, в том числе четвёртая, шестая и девятая, посвящены вопросу свободы воли и тому, что такое сознание, включая редукционизм и детерминизм. В пятой главе предпринимается попытка разобраться с многомировой интерпретацией и выяснить, может ли наука вообще заняться этой темой. Эпилог завершается вопросом «Создана ли Вселенная для нас» и обсуждением антропного принципа и того, как физические наблюдения могут исказить наше понимание существования жизни.

## Критика
В статье для Wall Street Journal Джулиан Баджини сказал, что книга представляет собой «содержательное и занимательное руководство по тому, что наука может и чего не может нам сказать» и что, хотя Хоссенфельдер может быть «слишком самоуверенной» в некоторых моментах, читатель «быстро её простит», поскольку попытка объединить «проблемы человеческого мира и непостижимые сложности физики» дала ей право на это. Учитывая направленность книги на «отделение реальности от бессмыслицы», Kirkus Reviews говорит, что работа содержит «весьма самоуверенные и убедительные аргументы», и называет её дополнением к книге Дэвида Дойча «Начало бесконечности». Рецензент Library Journal Кэтрин Ланц рекомендовала книгу для объяснения «вопросов, на которые современная наука может и не может ответить» и рекомендовала её прочитать тем, кто хочет узнать больше о философии науки.
Бетанн Патрик в Los Angeles Times назвала «Экзистенциальную физику» «самой интересной книгой» месяца и рекомендовала читателям «открыть разум» и «наслаждаться путешествием». Лиза Азиз-Заде из журнала Science отметила, что книга является «идеальным местом», чтобы начать задавать вопросы и понимать «большие вопросы жизни с точки зрения физики», но ей хотелось бы, чтобы в неё были включены точки зрения из дополнительных областей исследования. Феликс Хаас в журнале World Literature Today похвалил книгу, заявив, что она «ещё больше делает её автора маяком ясности и здравомыслия» и что она действует как «бесценный ресурс» для тех, кто хочет узнать о том, как фундаментальная физика может «внести вклад в ответы на самые фундаментальные вопросы нашей онтологии».
Редактор журнала Physics World Хэмиш Джонстон отметил, что, хотя некоторые учёные могут быть обеспокоены тем, что книга потенциально воодушевляет сомневающихся в научном методе, желание Хоссенфельдер предложить «лучшее понимание ограничений науки» представлено «громко и ясно» и заставляет их «задуматься о научном методе и важных вопросах жизни». В журнале «Physics Education» Рик Маршалл назвал книгу «личным повествованием», которое создаёт «заставляющее задуматься, мучительное и просветляющее путешествие», хотя он желает, чтобы идеи убеждения и веры не использовались как синонимы, поскольку «убеждение основано на доказательствах, тогда как вера может проистекать из внутренней уверенности (часто сохраняемой, несмотря на доказательства обратного)». Джордж Кендалл в Booklist назвал книгу «захватывающей» и «обязательной к прочтению всеми, кто размышляет о цели существования».